# Thiagus dos Santos
Thiagus Petrus Gonçalves dos Santos, né le 25 janvier 1989 à Juiz de Fora est un joueur brésilien international de handball, jouant au poste d'arrière gauche. Depuis 2018, il évolue dans le club espagnol du FC Barcelone où il s'est spécialisé au poste de défenseur.

## Palmarès

### En équipe nationale
Jeux olympiques
- 7e place aux Jeux olympiques de 2016 à Rio de Janeiro

Championnat du monde
- 16e place au Championnat du monde 2015
- 16e place au Championnat du monde 2017
- 9e place au Championnat du monde 2019

Championnat panaméricain (1)
- Médaille d'argent au Championnat panaméricain 2012
- Médaille d'or au Championnat panaméricain 2016
- Médaille d'argent au Championnat panaméricain 2018

Jeux panaméricains
- Médaille d'or aux Jeux panaméricain 2015

### En clubs
Compétitions internationales
- vainqueur du Championnat panaméricain (1) : 2011
- Vainqueur de la Ligue des champions (2) : 2021, 2022
  - finaliste en 2020
- Vainqueur de la Coupe du monde des clubs (2) : 2018, 2019

Compétitions nationales
- vainqueur du Championnat du Brésil (3) : 2009, 2010, 2011
- vainqueur du Championnat de Hongrie (1) : 2018
- Vainqueur du Championnat d'Espagne (7) : 2019, 2020, 2021, 2022, 2023, 2024, 2025
- Vainqueur de la Coupe du Roi (6) : 2019, 2020, 2021, 2022, 2023, 2024
- Vainqueur de la Coupe ASOBAL (7) : 2019, 2020, 2021, 2022, 2023, 2024, 2025
- Vainqueur de la Supercoupe d'Espagne (4) : 2018, 2019, 2020, 2021
- Vainqueur de la Supercoupe ibérique (3) : 2022, 2023, 2024

### Distinctions individuelles
- élu meilleur gauche du Championnat panaméricain 2018
- élu meilleur défenseur du Championnat d'Espagne en 2019